# Copa del Mundo de Luge de 2017-18
La Copa del Mundo de Luge de 2017-18 es una competición anual de luge que comenzó el 18 de noviembre de 2017 y terminó el 28 de enero de 2018. Está organizada por la Federación Internacional de Luge. El ganador en categoría masculina fue Felix Loch, en femenina fue Natalie Geisenberger, en parejas fueron Toni Eggert y Sascha Benecken, y por equipos fue Alemania.

## Resultados

### Hombres individual
| Fecha                   | Localidad                   | Ganador                      | Segundo                    | Tercero                      |
| ----------------------- | --------------------------- | ---------------------------- | -------------------------- | ---------------------------- |
| 19 de noviembre de 2017 | Igls, Austria               | Semën Pavličenko · Rusia     | Wolfgang Kindl · Austria   | Felix Loch · Alemania        |
| 25 de noviembre de 2017 | Winterberg, Alemania        | Kevin Fischnaller · Italia   | Felix Loch · Alemania      | Stepan Fëdorov · Rusia       |
| 26 de noviembre de 2017 | Winterberg, Alemania        | Felix Loch · Alemania        | Semën Pavličenko · Rusia   | Nico Gleirscher · Austria    |
| 2 de diciembre de 2017  | Altenberg, Alemania         | Felix Loch · Alemania        | Roman Repilov · Rusia      | Andi Langenhan · Alemania    |
| 8 de diciembre de 2017  | Calgary, Canadá             | Felix Loch · Alemania        | Samuel Edney · Canadá      | Roman Repilov · Rusia        |
| 15 de diciembre de 2017 | Lake Placid, Estados Unidos | Roman Repilov · Rusia        | Semën Pavličenko · Rusia   | Tucker West Estados Unidos   |
| 16 de diciembre de 2017 | Lake Placid, Estados Unidos | Wolfgang Kindl · Austria     | Johannes Ludwig · Alemania | Taylor Morris Estados Unidos |
| 7 de enero de 2018      | Königssee, Alemania         | Wolfgang Kindl · Austria     | Armin Frauscher · Austria  | Johannes Ludwig · Alemania   |
| 14 de enero de 2018     | Oberhof, Alemania           | Felix Loch · Alemania        | Semën Pavličenko · Rusia   | Andi Langenhan · Alemania    |
| 21 de enero de 2018     | Lillehammer, Noruega        | Dominik Fischnaller · Italia | Roman Repilov · Rusia      | Wolfgang Kindl · Austria     |
| 21 de enero de 2018     | Lillehammer, Noruega        | Semën Pavličenko · Rusia     | Wolfgang Kindl · Austria   | Dominik Fischnaller · Italia |
| 28 de enero de 2018     | Sigulda, Letonia            | Semën Pavličenko · Rusia     | Felix Loch · Alemania      | Roman Repilov · Rusia        |
| 28 de enero de 2018     | Sigulda, Letonia            | Roman Repilov · Rusia        | Jozef Ninis · Eslovaquia   | Felix Loch · Alemania        |

### Mujeres individual
| Fecha                   | Localidad                   | Ganadora                        | Segunda                         | Tercera                         |
| ----------------------- | --------------------------- | ------------------------------- | ------------------------------- | ------------------------------- |
| 18 de noviembre de 2017 | Igls, Austria               | Natalie Geisenberger · Alemania | Dajana Eitberger · Alemania     | Tatjana Hüfner · Alemania       |
| 26 de noviembre de 2017 | Winterberg, Alemania        | Natalie Geisenberger · Alemania | Tatjana Hüfner · Alemania       | Summer Britcher Estados Unidos  |
| 26 de noviembre de 2017 | Winterberg, Alemania        | Emily Sweeney Estados Unidos    | Summer Britcher Estados Unidos  | Natalie Geisenberger · Alemania |
| 3 de diciembre de 2017  | Altenberg, Alemania         | Natalie Geisenberger · Alemania | Tatjana Hüfner · Alemania       | Dajana Eitberger · Alemania     |
| 9 de diciembre de 2017  | Calgary, Canadá             | Tatjana Hüfner · Alemania       | Alex Gough · Canadá             | Natalie Geisenberger · Alemania |
| 16 de diciembre de 2017 | Lake Placid, Estados Unidos | Natalie Geisenberger · Alemania | Alex Gough · Canadá             | Kimberley McRae · Canadá        |
| 16 de diciembre de 2017 | Lake Placid, Estados Unidos | Dajana Eitberger · Alemania     | Alex Gough · Canadá             | Natalie Geisenberger · Alemania |
| 6 de enero de 2018      | Königssee, Alemania         | Natalie Geisenberger · Alemania | Dajana Eitberger · Alemania     | Jessica Tiebel · Alemania       |
| 13 de enero de 2018     | Oberhof, Alemania           | Dajana Eitberger · Alemania     | Natalie Geisenberger · Alemania | Tatjana Hüfner · Alemania       |
| 20 de enero de 2018     | Lillehammer, Noruega        | Summer Britcher Estados Unidos  | Natalie Geisenberger · Alemania | Julia Taubitz · Alemania        |
| 21 de enero de 2018     | Lillehammer, Noruega        | Summer Britcher Estados Unidos  | Viktorija Demčenko · Rusia      | Natalie Geisenberger · Alemania |
| 27 de enero de 2018     | Sigulda, Letonia            | Tat'jana Ivanova · Rusia        | Natalie Geisenberger · Alemania | Sandra Robatscher · Italia      |
| 28 de enero de 2018     | Sigulda, Letonia            | Tat'jana Ivanova · Rusia        | Natalie Geisenberger · Alemania | Kendija Aparjode Letonia        |

### Parejas
| Fecha                   | Localidad                   | Ganadores                                | Segundos                                 | Terceros                                      |
| ----------------------- | --------------------------- | ---------------------------------------- | ---------------------------------------- | --------------------------------------------- |
| 18 de noviembre de 2017 | Igls, Austria               | Toni Eggert · Sascha Benecken · Alemania | Ludwig Rieder · Patrick Rastner · Italia | Tobias Wendl · Tobias Arlt · Alemania         |
| 25 de noviembre de 2017 | Winterberg, Alemania        | Toni Eggert · Sascha Benecken · Alemania | Tobias Wendl · Tobias Arlt · Alemania    | Robin Geueke · David Gamm · Alemania          |
| 26 de noviembre de 2017 | Winterberg, Alemania        | Tobias Wendl · Tobias Arlt · Alemania    | Toni Eggert · Sascha Benecken · Alemania | Robin Geueke · David Gamm · Alemania          |
| 2 de diciembre de 2017  | Altenberg, Alemania         | Toni Eggert · Sascha Benecken · Alemania | Peter Penz · Georg Fischler · Austria    | Robin Geueke · David Gamm · Alemania          |
| 8 de diciembre de 2017  | Calgary, Canadá             | Toni Eggert · Sascha Benecken · Alemania | Peter Penz · Georg Fischler · Austria    | Tobias Wendl · Tobias Arlt · Alemania         |
| 15 de diciembre de 2017 | Lake Placid, Estados Unidos | Toni Eggert · Sascha Benecken · Alemania | Peter Penz · Georg Fischler · Austria    | Tristan Walker · Justin Snith · Canadá        |
| 16 de diciembre de 2017 | Lake Placid, Estados Unidos | Toni Eggert · Sascha Benecken · Alemania | Peter Penz · Georg Fischler · Austria    | Andris Šics Juris Šics Letonia                |
| 6 de enero de 2018      | Königssee, Alemania         | Tobias Wendl · Tobias Arlt · Alemania    | Toni Eggert · Sascha Benecken · Alemania | Robin Geueke · David Gamm · Alemania          |
| 13 de enero de 2018     | Oberhof, Alemania           | Toni Eggert · Sascha Benecken · Alemania | Tobias Wendl · Tobias Arlt · Alemania    | Peter Penz · Georg Fischler · Austria         |
| 20 de enero de 2018     | Lillehammer, Noruega        | Toni Eggert · Sascha Benecken · Alemania | Peter Penz · Georg Fischler · Austria    | Tobias Wendl · Tobias Arlt · Alemania         |
| 21 de enero de 2018     | Lillehammer, Noruega        | Peter Penz · Georg Fischler · Austria    | Tobias Wendl · Tobias Arlt · Alemania    | Matt Mortensen Jayson Terdiman Estados Unidos |
| 27 de enero de 2018     | Sigulda, Letonia            | Toni Eggert · Sascha Benecken · Alemania | Andris Šics Juris Šics Letonia           | Tobias Wendl · Tobias Arlt · Alemania         |
| 28 de enero de 2018     | Sigulda, Letonia            | Toni Eggert · Sascha Benecken · Alemania | Andris Šics Juris Šics Letonia           | Oskars Gudramovičs Pēteris Kalniņš Letonia    |

### Equipo
| Fecha                   | Localidad           | Ganadores                                                                            | Segundos                                                                     | Terceros                                                                               |
| ----------------------- | ------------------- | ------------------------------------------------------------------------------------ | ---------------------------------------------------------------------------- | -------------------------------------------------------------------------------------- |
| 19 de noviembre de 2017 | Igls, Austria       | Alemania · Natalie Geisenberger · Felix Loch · Toni Eggert / Sascha Benecken         | Canadá · Alex Gough · Mitchel Malyk · Tristan Walker / Justin Snith          | Rusia · Ekaterina Baturina · Semën Pavličenko · Aleksandr Denis'ev / Vladislav Antonov |
| 3 de diciembre de 2017  | Altenberg, Alemania | Alemania · Natalie Geisenberger · Felix Loch · Toni Eggert / Sascha Benecken         | Austria · Miriam Kastlunger · Wolfgang Kindl · Peter Penz / Georg Fischler   | Italia · Sandra Robatscher · Emanuel Rieder · Ivan Nagler / Fabian Malleier            |
| 9 de diciembre de 2017  | Calgary, Canadá     | Alemania · Tatjana Hüfner · Felix Loch · Toni Eggert / Sascha Benecken               | Canadá · Alex Gough · Samuel Edney · Tristan Walker / Justin Snith           | Austria · Miriam Kastlunger · Wolfgang Kindl · Peter Penz / Georg Fischler             |
| 7 de enero de 2018      | Königssee, Alemania | Italia · Andrea Vötter · Dominik Fischnaller · Ivan Nagler / Fabian Malleier         | Estados Unidos Summer Britcher Tucker West Matt Mortensen / Jayson Terdiman  | Austria · Birgit Platzer · Wolfgang Kindl · Peter Penz / Georg Fischler                |
| 14 de enero de 2018     | Oberhof, Alemania   | Alemania · Dajana Eitberger · Felix Loch · Toni Eggert / Sascha Benecken             | Letonia Elīza Cauce Artūrs Dārznieks Andris Šics / Juris Šics                | Austria · Hannah Prock · Reinhard Egger · Peter Penz / Georg Fischler                  |
| 28 de enero de 2018     | Sigulda, Letonia    | Rusia · Tat'jana Ivanova · Semën Pavličenko · Aleksandr Denis'ev / Vladislav Antonov | Alemania · Natalie Geisenberger · Felix Loch · Toni Eggert / Sascha Benecken | Letonia Kendija Aparjode Inārs Kivlenieks Andris Šics / Juris Šics                     |